# South Boston (Virginia)
South Boston è un comune degli Stati Uniti d'America, situato nello Stato della Virginia, nella contea di Halifax. Secondo il censimento del 2020 gli abitanti di South Boston ammontavano a 7 966.
Nove siti di South Boston sono stati inseriti nel National Register of Historic Places: la Berry Hill Plantation, la E. L. Evans House, il Reedy Creek Site, il South Boston Historic District, la Fourqurean House, Glennmary, Glenwood, Tarover e Seaton.